# کویانوو (شهرستان کراسنوکامسکی، باشقیرستان)
کویانوو (انگلیسی: Kuyanovo, Krasnokamsky District, Republic of Bashkortostan) یک شهرک در شهرستان کراسنوکامسکی استان باشقیرستان کشور روسیه است.